# Арденське абатство
Арденське абатство в Нормандії (Франція), (англ. L’Abbaye d’Ardenne) — давній монастир у Сен-Жермен-ла-Бланш-Ерб (Франція), належить до європейської культурної спадщини. Лауреат Європейської премії з культурної спадщини-2011.

## Історія
Більшість будівель монастиря збудували у XIII ст., весь ансамбль було завершено у XVII ст. Після Великої французької революції будівлі абатства перетворили на стайні. У 1944 р. вони постраждали від Другої світової війни. Сьогодні[коли?] абатство відновлене в оригінальному вигляді.